# Col de Vizzavona
Pour les articles homonymes, voir Vizzavona.
Le col de Vizzavona (en corse foce/foci di Vizzavona) est un col de Corse sur la RT 20 entre Corte et Ajaccio. Il relie ainsi Vivario dans la piève du même nom (Deçà des Monts) à Bocognano dans la piève de Celavo (Delà des Monts).
Il est, avec les cols de Vergio, Verde et Bavella, l'un des quatre « grands cols » de Corse, permettant de relier les deux versants de l'île par l'intérieur. Il est le plus parcouru du fait de sa situation charnière entre Bastia et Ajaccio.

## Géographie

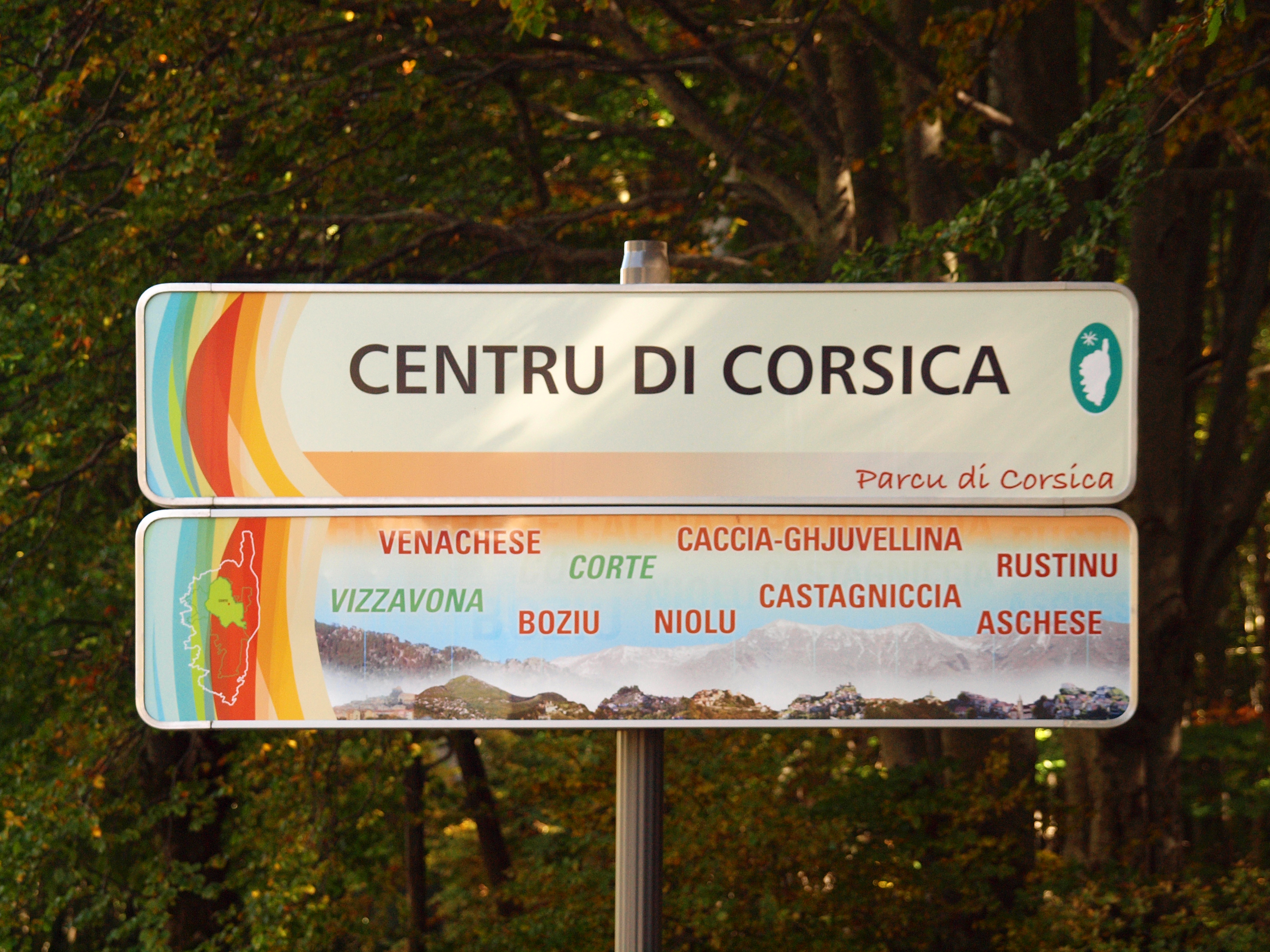
Panneau d'entrée dans le Centre Corse.

Situé au cœur du parc naturel régional de Corse, le col de Vizzavona fait communiquer la vallée du Vecchio avec celle de la Gravona, et par suite, le nord et l'est de l'île (Bastia, Corte) avec le golfe d'Ajaccio et la façade occidentale.
D'une altitude de 1 161 mètres, il est situé entre deux des principaux sommets de l'île : le Monte d'Oro (altitude 2 389 mètres), à 3 kilomètres au nord-nord-ouest, et le Monte Renoso (2 352 mètres), à 6 kilomètres au sud-sud-est. 
Le versant nord du col est boisé : la forêt de Vizzavona est célèbre pour ses pins laricio. Le versant sud est rocailleux, partiellement couvert de maquis et de hêtres.
Il est franchi par la RT 20 (ex-RN 193), artère principale du centre de la Corse. Le profil de cette route est difficile. Son franchissement en période hivernale est quelquefois rendu pénible par les chutes de neige. À cet effet, des webcams et barrière ont été installées de part et d'autre du col, au giratoire de Bocognano et au parking du Chalet au-dessus du village de Gatti, ainsi qu'au col même par les services concernés de la Collectivité territoriale de Corse, afin de permettre aux usagers de visionner en temps réel les conditions climatiques, l’enneigement et la circulation.
La ligne de Bastia à Ajaccio des Chemins de fer de Corse passe en tunnel sous le col.

## Histoire

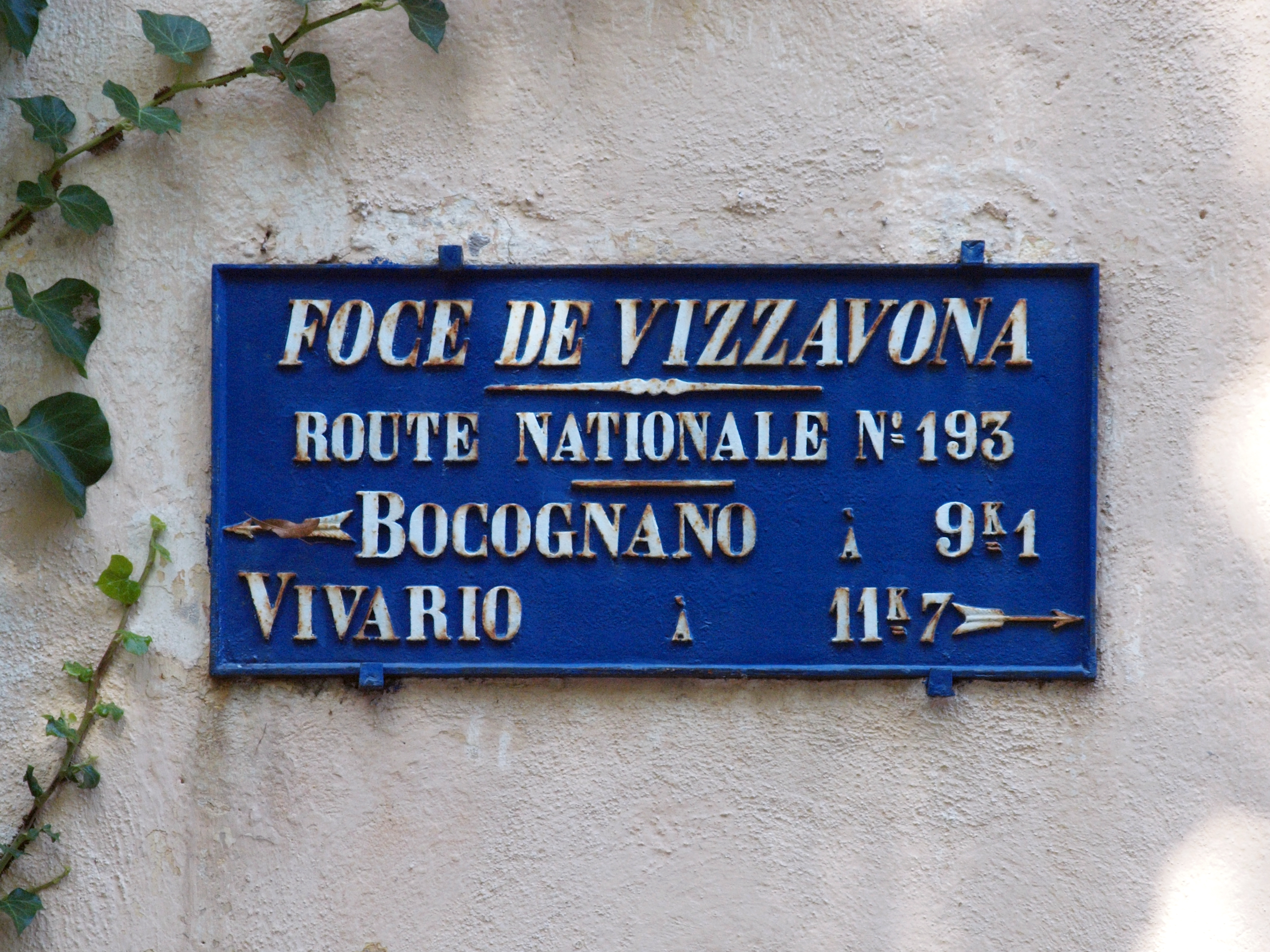
Ancienne signalisation de la RN 193.

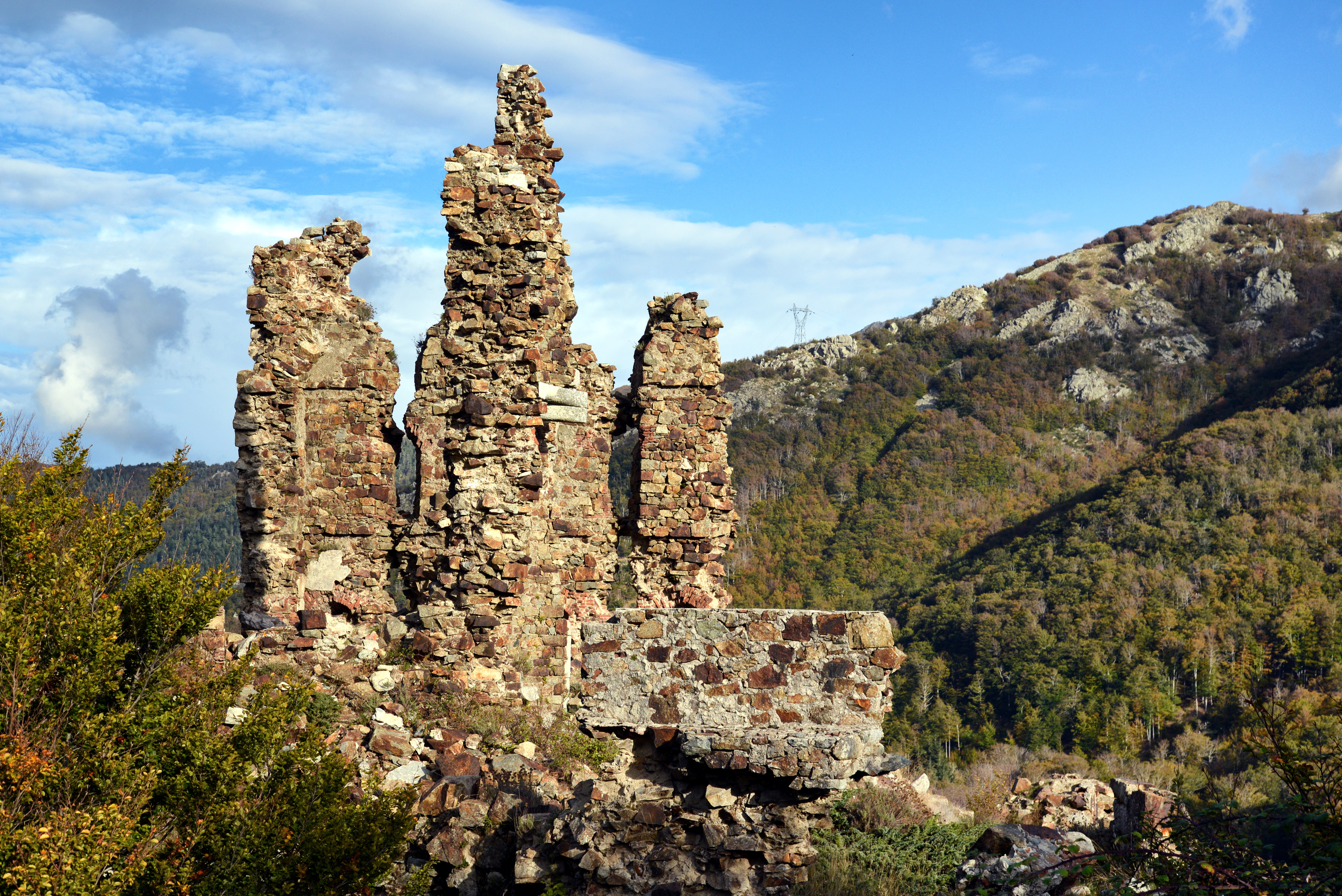
Ruines de l'ancien fort De Vaux.

Le col de Vizzavona, autrefois nommé Guizzaona, a depuis toujours été un important passage militaire stratégique.
En 1488, Giovan Paolo di Leca et Rinuccio Della Rocca, seigneurs Cinarchesi opposés à Gênes, y défont une troupe armée commandée par un certain capitaine nommé Rollandone, que l'Office avait envoyée à la tête de trois cents soldats, pour secourir des Génois précédemment envoyés sur l'île et se trouvant assiégés à Cinarca. 

« Débarqué à Bastia, Rollandone passa aussitôt dans le « Delà des Monts », afin de secourir à temps les assiégés de Cinarca. Mais au moment où il passait par Bocognano, au-dessus du col de Vizzavona, les Cinarchesi l'attaquèrent avec des forces considérables. Rollandone perdit tout à fait courage, surtout lorsqu'il vit tomber sous ses yeux au commencement de l'action Impernetto de Cristinacce, homme plein de valeur, qui soutenait le parti des Génois. Il jeta lâchement ses armes et se rendit avec ses soldats sans condition. Ceux-ci furent dépouillés, et retournèrent à Bastia déshonorés à la suite d'un échec si honteux. »

— Abbé Letteron in Histoire de la Corse tome I, p. 406.
En 1772 le général De Vaux y avait fait construire un fort pour contrôler le passage entre le nord et le sud de l'île. Les ruines du fort dominent encore le col de Vizzavona (1 163 m). Propriété de l'État, le fort de Vizzavona est inscrit Monument historique par arrêté du 4 août 1992.
En fin du XXe siècle le tracé de la RN 193 a été modifié côté Haute-Corse. L'ancienne route qui passait dans une allée bordée de tilleuls séculaires jusqu'au niveau de l'établissement hôtelier, est depuis fermée à la circulation.
Le sentier de grande randonnée GR 20 qui parcourt les crêtes de la Corse passe dans le hameau de Vizzavona, à deux kilomètres au-dessous du col, côté nord.

## Cyclisme
Le col de Vizzavona est pour la première fois franchi par le Tour de France 2013 dans le sens nord/sud, lors de la 2e étape Bastia - Ajaccio. Il est classé en 2e catégorie. C'est le Français Pierre Rolland qui  passe en tête au sommet.

## Curiosités
- Immédiatement au nord du col, au sommet d'une moraine glaciaire, un ancien fort, le fort De Vaux en ruines, avec vue sur le vallon de l'Agnone.
- Juste sous le col, côté nord, au lieu-dit a Foce di Vizzavona, une chapelle dédiée à « Notre-Dame des Neiges ».
- Au-dessus du col au sud-est, une fontaine naturelle.
- De la route, au début de la descente vers Bocognano, de belles échappées sur la haute vallée de la Gravona.